# Temporada da ProA de 2024-25
A Temporada 2024-25 da ProA foi a 19ª edição da competição de secundária do basquetebol masculino da Alemanha segundo sua pirâmide estrutural. É organizada pela 2.Bundesliga GmbH sob as normas da FIBA. Desde a temporada 2018-19 a liga conta com o naming rights da empresa seguradora de saúde Barmer. 
Pela segunda temporada consecutiva a Copa da Alemanha (BBL Pokal) contou com equipes da 2.Bundesliga, sendo elas: Gladiators Trier, Science City Jena, PS Kalsruhe Lions,  Phoenix Hagen, Gießen 46ers e as recém rebaixadas da BBL para a Pro A Crailsheim Merlins e Tigers Tübingen. 

## Clubes participantes
|       | Clube                            | Cidade               |
| ----- | -------------------------------- | -------------------- |
|       | ART Giants Düsseldorf            | Dusseldórfia         |
|       | Artland Dragons                  | Quakenbrück          |
|       | BBC Bayreuth                     | Bayreuth             |
|       | Bozic Estriche Knights Kirchheim | Kirchheim unter Teck |
|       | Dresden Titans                   | Dresda               |
|       | Eisbären Bremerhaven             | Bremerhaven          |
|       | EPG Guardians Koblenz            | Coblença             |
|       | Gießen 46ers                     | Gießen               |
| Baixa | HAKRO Crailsheim Merlins         | Crailsheim           |
|       | Nürnberg Falcons                 | Nuremberga           |
|       | Phoenix Hagen                    | Hagen                |
|       | PS Kalsruhe Lions                | Carlsrue             |
|       | RASTA Vechta II                  | Vechta               |
|       | Science City Jena                | Jena                 |
| Baixa | Tigers Tübingen                  | Tubinga              |
|       | Uni Baskets Münster              | Monastério           |
|       | VET-CONCEPT Gladiators Trier     | Tréveris             |
|       | VfL SparkassenStars Bochum       | Bochum               |

fonte:2basketballbundesliga.de/teams
| Legenda:                                 |
| Promovidos da ProB na temporada anterior |
| Rebaixados da BBL na temporada anterior  |

## Temporada regular

### Tabela de classificação
| Pos. | Clube                            | J  | V  | D  | Pts. | PF   | PC   | Dif. | Classificação        |
| ---- | -------------------------------- | -- | -- | -- | ---- | ---- | ---- | ---- | -------------------- |
| 1    | Science City Jena                | 34 | 30 | 4  | 60   | 3137 | 2593 | 544  | Playoffs             |
| 2    | VET-CONCEPT Gladiators Trier     | 34 | 26 | 8  | 52   | 3190 | 2785 | 405  | Playoffs             |
| 3    | HAKRO Crailsheim Merlins         | 34 | 24 | 10 | 48   | 3018 | 2687 | 331  | Playoffs             |
| 4    | Eisbären Bremerhaven             | 34 | 23 | 11 | 46   | 2834 | 2617 | 217  | Playoffs             |
| 5    | Gießen 46ers                     | 34 | 23 | 11 | 46   | 2919 | 2651 | 268  | Playoffs             |
| 6    | Phoenix Hagen                    | 34 | 20 | 14 | 40   | 2871 | 2719 | 152  | Playoffs             |
| 7    | Tigers Tübingen                  | 34 | 20 | 14 | 40   | 2715 | 2723 | -8   | Playoffs             |
| 8    | VfL SparkassenStars Bochum       | 34 | 20 | 14 | 40   | 2819 | 2904 | -85  | Playoffs             |
| 9    | Bozic Estriche Knights Kirchheim | 34 | 20 | 14 | 40   | 2838 | 2806 | 32   |                      |
| 10   | Uni Baskets Münster              | 34 | 17 | 17 | 34   | 2858 | 2856 | 2    |                      |
| 11   | PS Kalsruhe Lions                | 34 | 13 | 21 | 26   | 2696 | 2844 | -148 |                      |
| 12   | BBC Bayreuth                     | 34 | 13 | 21 | 26   | 2831 | 2983 | -152 |                      |
| 13   | Nürnberg Falcons                 | 34 | 11 | 23 | 22   | 2565 | 2762 | -197 |                      |
| 14   | ART Giants Düsseldorf            | 34 | 9  | 25 | 18   | 2672 | 2909 | -237 |                      |
| 15   | EPG Guardians Koblenz            | 34 | 9  | 25 | 18   | 2631 | 2960 | -329 |                      |
| 16   | Artland Dragons                  | 34 | 9  | 25 | 18   | 2738 | 2960 | -222 |                      |
| 18   | Dresden Titans                   | 34 | 15 | 19 | 30   | 2875 | 2939 | -64  | Rebaixados para ProB |
| 18   | RASTA Vechta II                  | 34 | 4  | 30 | 8    | 2646 | 3155 | -509 | Rebaixados para ProB |

fonte:2basketballbundesliga.de/tabelle-proa

### Partidas disputadas
| ↓Casa\Visitante→                 | DÜS    | ART    | BAY     | KIR    | DRE     | BRE   | KOB    | GIE    | CRA     | NÜR   | HAG    | KAL     | VEC     | JEN     | TÜB    | MÜN    | TRI     | BOC     |
| -------------------------------- | ------ | ------ | ------- | ------ | ------- | ----- | ------ | ------ | ------- | ----- | ------ | ------- | ------- | ------- | ------ | ------ | ------- | ------- |
| ART Giants Düsseldorf            |        | 83-77  | 87-88   | 83-91  | 87-95   | 77-91 | 84-87  | 51-102 | 66-100  | 76-74 | 76-88  | 84-92   | 85-79   | 69-96   | 84-83  | 92-83  | 97-76   | 75-80   |
| Artland Dragons                  | 75-69  |        | 106-96  | 75-94  | 93-104  | 74-81 | 91-82  | 78-86  | 75-95   | 75-62 | 81-99  | 100-111 | 99-62   | 73-84   | 72-83  | 92-69  | 86-92   | 76-83   |
| BBC Bayreuth                     | 91-77  | 83-77  |         | 84-100 | 71-72   | 71-67 | 87-77  | 78-77  | 103-106 | 86-72 | 78-103 | 86-81   | 90-77   | 74-90   | 98-102 | 80-86  | 78-91   | 103-108 |
| Bozic Estriche Knights Kirchheim | 86-83  | 90-78  | 74-93   |        | 86-76   | 89-72 | 79-71  | 92-73  | 67-98   | 90-82 | 89-98  | 85-79   | 98-64   | 73-94   | 66-72  | 96-91  | 85-93   | 70-63   |
| Dresden Titans                   | 84-74  | 96-109 | 88-84   | 90-101 |         | 92-79 | 90-75  | 78-86  | 87-96   | 68-69 | 92-75  | 101-71  | 73-65   | 85-97   | 67-71  | 102-74 | 89-82   | 83-96   |
| Eisbären Bremerhaven             | 61-73  | 112-73 | 71-69   | 62-63  | 98-72   |       | 83-73  | 86-72  | 85-94   | 92-78 | 85-78  | 7-94    | 111-64  | 107-102 | 82-79  | 81-66  | 83-76   | 84-64   |
| EPG Guardians Koblenz            | 72-82  | 79-64  | 93-95   | 80-87  | 79-76   | 83-92 |        | 60-89  | 77-99   | 78-80 | 71-84  | 71-67   | 107-69  | 80-92   | 80-73  | 55-98  | 87-118  | 64-81   |
| Gießen 46ers                     | 92-85  | 92-75  | 98-74   | 105-84 | 97-68   | 88-85 | 95-56  |        | 90-88   | 93-62 | 77-72  | 66-64   | 87-73   | 74-81   | 85-81  | 78-85  | 88-86   | 96-81   |
| HAKRO Merlins Crailsheim         | 75-85  | 80-62  | 84-81   | 97-91  | 78-77   | 79-84 | 107-72 | 78-80  |         | 84-67 | 76-54  | 88-69   | 95-69   | 84-94   | 83-51  | 101-83 | 102-114 | 87-94   |
| Nürnberg Falcons                 | 95-76  | 71-74  | 87-95   | 73-71  | 102-69  | 73-84 | 94-91  | 77-71  | 74-76   |       | 80-71  | 70-63   | 72-83   | 66-74   | 77-79  | 93-73  | 59-100  | 76-85   |
| Phoenix Hagen                    | 92-77  | 94-72  | 84-73   | 75-70  | 88-62   | 80-91 | 86-77  | 83-80  | 84-77   | 70-78 |        | 100-69  | 89-88   | 76-84   | 91-77  | 91-83  | 101-107 | 87-73   |
| PS Kalsruhe Lions                | 78-64  | 87-72  | 80-68   | 77-56  | 77-102  | 78-87 | 73-91  | 76-97  | 74-85   | 97-73 | 90-86  |         | 95-71   | 72-104  | 87-84  | 85-69  | 73-102  | 74-77   |
| RASTA Vechta II                  | 85-79  | 79-85  | 79-86   | 90-94  | 97-100  | 77-75 | 89-91  | 67-84  | 71-84   | 87-81 | 86-113 | 86-93   |         | 84-112  | 73-75  | 83-85  | 84-112  | 91-101  |
| Science City Jena                | 78-70  | 95-85  | 104-72  | 87-77  | 101-78  | 81-75 | 103-48 | 93-72  | 89-87   | 94-62 | 90-86  | 106-68  | 109-46  |         | 79-65  | 87-83  | 85-91   | 112-72  |
| Tigers Tübingen                  | 92-84  | 95-93  | 83-72   | 80-92  | 89-88   | 74-59 | 76-67  | 95-82  | 62-76   | 90-72 | 83-71  | 81-78   | 85-69   | 73-99   |        | 67-85  | 71-86   | 77-85   |
| Uni Baskets Münster              | 100-79 | 76-66  | 92-62   | 85-89  | 84-80   | 89-94 | 112-93 | 91-90  | 103-91  | 94-85 | 67-65  | 84-73   | 89-78   | 81-92   | 80-87  |        | 81-82   | 89-98   |
| VET-CONCEPT Gladiators Trier     | 99-92  | 98-77  | 98-73   | 112-97 | 108-80  | 68-87 | 80-62  | 87-79  | 86-87   | 85-74 | 75-78  | 87-82   | 129-105 | 101-74  | 69-77  | 92-70  |         | 112-69  |
| VfL SparkassenStars Bochum       | 79-73  | 98-78  | 112-109 | 71-66  | 100-111 | 54-72 | 85-102 | 81-98  | 67-101  | 68-55 | 85-79  | 85-69   | 98-83   | 84-75   | 92-103 | 77-78  | 73-96   |         |

fonte: 2basketballbundesliga.de/spielplan

## Playoffs

### Quartas de finais
| Time 1                       | Série | Time 2                     | 1º Jogo  | 2º Jogo  | 3º Jogo  | 4º Jogo  | 5º Jogo |
| ---------------------------- | ----- | -------------------------- | -------- | -------- | -------- | -------- | ------- |
| Science City Jena            | 3 - 0 | VfL SparkassenStars Bochum | 99 - 75  | 93 - 75  | 102 - 77 | -        | -       |
| Eisbären Bremerhaven         | 1 - 3 | Gießen 46ers               | 98 - 109 | 74 - 86  | 83 - 69  | 61 - 80  | -       |
| VET-CONCEPT Gladiators Trier | 3 - 1 | Tigers Tübingen            | 105 - 86 | 95 - 106 | 94 - 75  | 100 - 95 | -       |
| HAKRO Crailsheim Merlins     | 2 - 3 | Phoenix Hagen              | 78 - 71  | 67 - 83  | 94 - 91  | 93 - 100 | 73 - 77 |

### Semifinais
| Time 1                       | Série | Time 2        | 1º Jogo | 2º Jogo | 3º Jogo | 4º Jogo | 5º Jogo |
| ---------------------------- | ----- | ------------- | ------- | ------- | ------- | ------- | ------- |
| Science City Jena            | 3 - 1 | Gießen 46ers  | 80 - 84 | 87 - 77 | 99 - 66 | 97 - 95 | -       |
| VET-CONCEPT Gladiators Trier | 3 - 0 | Phoenix Hagen | 87 - 74 | 99 - 87 | 87 - 69 | -       | -       |

### Final
| Time 1            | Agregado  | Time 2                       | 1º Jogo | 2º Jogo |
| ----------------- | --------- | ---------------------------- | ------- | ------- |
| Science City Jena | 157 - 175 | VET-CONCEPT Gladiators Trier | 82 - 85 | 75 - 90 |

### Promovidos para aBBL
- Science City Jena[8][9]
- VET-CONCEPT Gladiators Trier[8][10]

### Rebaixados para aProB
- RASTA Vechta II
- Dresden Titans [nota 3]

## Artigos relacionados
- Bundesliga
- 2.Bundesliga ProB
- Regionalliga
- Seleção Alemã de Basquetebol